# Giulio Tremonti
Giulio Carlo Danilo Tremonti (Sondrio, Italia, 18 de agosto de 1947) es un político y docente italiano.

## Biografía
Nació en Lombardía, en el seno de una familia liberal de origen véneto y campano. Casado con la profesora de Letras bresciana Fausta Beltrametti, quien falleció en 2013, es padre de dos hijos: Luisa y Giovanni. A finales de los setenta trabajó para la actual Deloitte. En los ochenta escribió para el diario comunista Il manifesto bajo el seudónimo de lombard; además colaboró con el Corriere della Sera de 1984 a 1994 y escribió libros políticos para las editoriales Laterza, Mondadori e il Mulino. Es miembro de la Fundación Italia USA y presidente de Aspen Institute Italia.

### Carrera académica
Se licenció en Derecho en la Universidad de Pavía donde, con apenas veintisiete años de edad, se volvió docente de Derecho Fiscal. Ha sido Visiting Professor en el Institute of Comparative Law de la Universidad de Oxford y docente en las Universidades de Macerata y Parma. Actualmente es profesor extraordinario de Economía y Finanzas Internacionales en la Link Campus University de Roma.

### Carrera política
Se acercó a la política en los ochenta, presentándose a diputado por el Partido Socialista Italiano en 1987, sin ser elegido. Tras un breve militancia en Alianza Democrática, en 1994 fue elegido en las filas de Pacto Segni; sin embargo, pronto pasó a Forza Italia de Silvio Berlusconi, quien lo nombró ministro de Finanzas de su primer gobierno. Fue reelegido a diputado en 1996 y 2001 y formó parte del Segundo Gobierno Berlusconi como ministro de Economía y Finanzas. Dimitió en 2004, debido a fuertes desacuerdos con Gianfranco Fini, vicepresidente del Consejo de Ministros y líder de Alianza Nacional. En su tercer gobierno (2005), Berlusconi lo eligió como vicepresidente del Consejo de Ministros junto al mismo Fini; sin embargo, tras la dimisión del ministro de Economía y Finanzas Domenico Siniscalco, Tremonti fue llamado para reemplazarlo.
Desde el 4 de mayo de 2006 al 28 de abril de 2008, durante la XV Legislatura, fue uno de los vicepresidentes de la Cámara de Diputados. Una vez terminado el Segundo Gobierno Prodi, volvió al cargo de ministro de Economía y Finanzas en el Cuarto Gobierno Berlusconi. En octubre de 2012 fundó el movimiento "3L" (Lista Lavoro e Libertà per la Patria, en español: Lista Trabajo y Libertad por la Patria), estando en oposición al Gobierno Monti. Llegó a un acuerdo electoral con la Liga Norte para las elecciones generales de 2013 y las regionales en Lombardía, siendo elegido al Senado; ahí adhirió al grupo parlamentario "Grandi Autonomie e Libertà" (GAL). Posteriormente escribió con Vittorio Sgarbi el libro "Rinascimento. Con la cultura (non) si mangia", manifiesto del partido Rinascimento fundado por el mismo Sgarbi. Con vistas a las elecciones generales de 2018, trató el acercamiento de GAL a Rinascimento; sin embargo, Sgarbi decidió federarse con Forza Italia y Tremonti dejó el partido sin presentarse como candidato.

## Obras
- Imposizione e definitività nel diritto tributario, Milán, A. Giuffre, 1977.
- Le cento tasse degli italiani, con Giuseppe Vitaletti, Bolonia, il Mulino, gennaio 1986. ISBN 88-15-01132-3
- La fiscalità industriale. Strategie fiscali e gruppi di società in Italia, Bolonia, il Mulino, enero de 1988. ISBN 88-15-01797-6
- La fiera delle tasse. Stati nazionali e mercato globale nell'età del consumismo, con Giuseppe Vitaletti, Bologna, il Mulino, enero de 1991. ISBN 88-15-03334-3
- Il federalismo fiscale. Autonomia municipale e solidarietà sociale, con Giuseppe Vitaletti, Roma-Bari, Laterza, enero de 1994. ISBN 88-420-4357-5
- La riforma fiscale. Otto tasse, un unico codice, federalismo (vedo, pago, voto), Milán, Mondadori, enero de 1995. ISBN 88-04-40492-2
- Il fantasma della povertà. Una nuova politica per difendere il benessere dei cittadini, con Edward Nicolae Luttwak e Carlo Pelanda, Milán, Mondadori, 1995. ISBN 88-04-40066-8
- Lo Stato criminogeno. La fine dello Stato giacobino. Un manifesto liberale, Roma-Bari, Laterza, 1997. ISBN 88-420-5298-1
- Meno tasse più sviluppo. Un progetto per uscire dalla crisi, Milán, Il Giornale, 1999.
- Guerre stellari. Società ed economia nel cyberspazio, con Carlo Jean, Milán, FrancoAngeli, 2000.
- Rischi fatali. L'Europa vecchia, la Cina, il mercatismo suicida. Come reagire, Milán, Mondadori, octubre de 2005. ISBN 88-04-55011-2
- La paura e la speranza. Europa: la crisi globale che si avvicina e la via per superarla, Milán, Mondadori, marzo de 2008. ISBN 978-88-04-58066-9 (ganador del Premio Procida-Isola di Arturo-Elsa Morante per la saggistica)
- Uscita di sicurezza, Milán, Rizzoli, enero de 2012. ISBN 978-88-17-05774-5
- Bugie e verità. La ragione dei popoli, Milán, Mondadori, marzo de 2014. ISBN 978-8804642473
- Mundus Furiosus. Il riscatto degli Stati e la fine della lunga incertezza, Milán, Mondadori, junio de 2016. ISBN 978-8804669319
- Rinascimento, Con la cultura (non) si mangia, Milán, Baldini&Castoldi, 2017, agosto de 2017. ISBN 9788893885157